# Menumorut

Formațiuni statale medievale în secolele IX - XIII

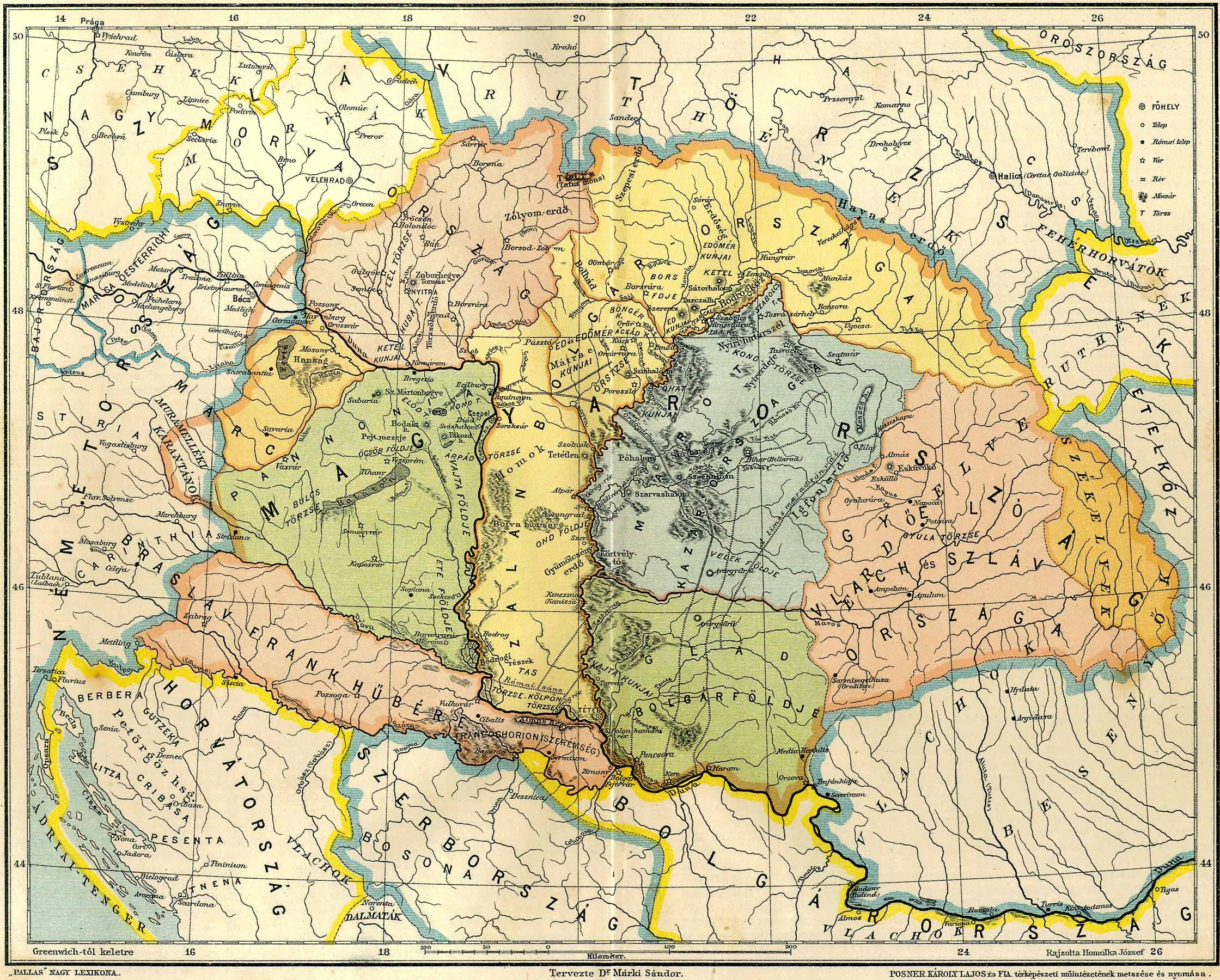
Formațiuni statale medievale după descrierea lui Anonymus (sec. XIII)

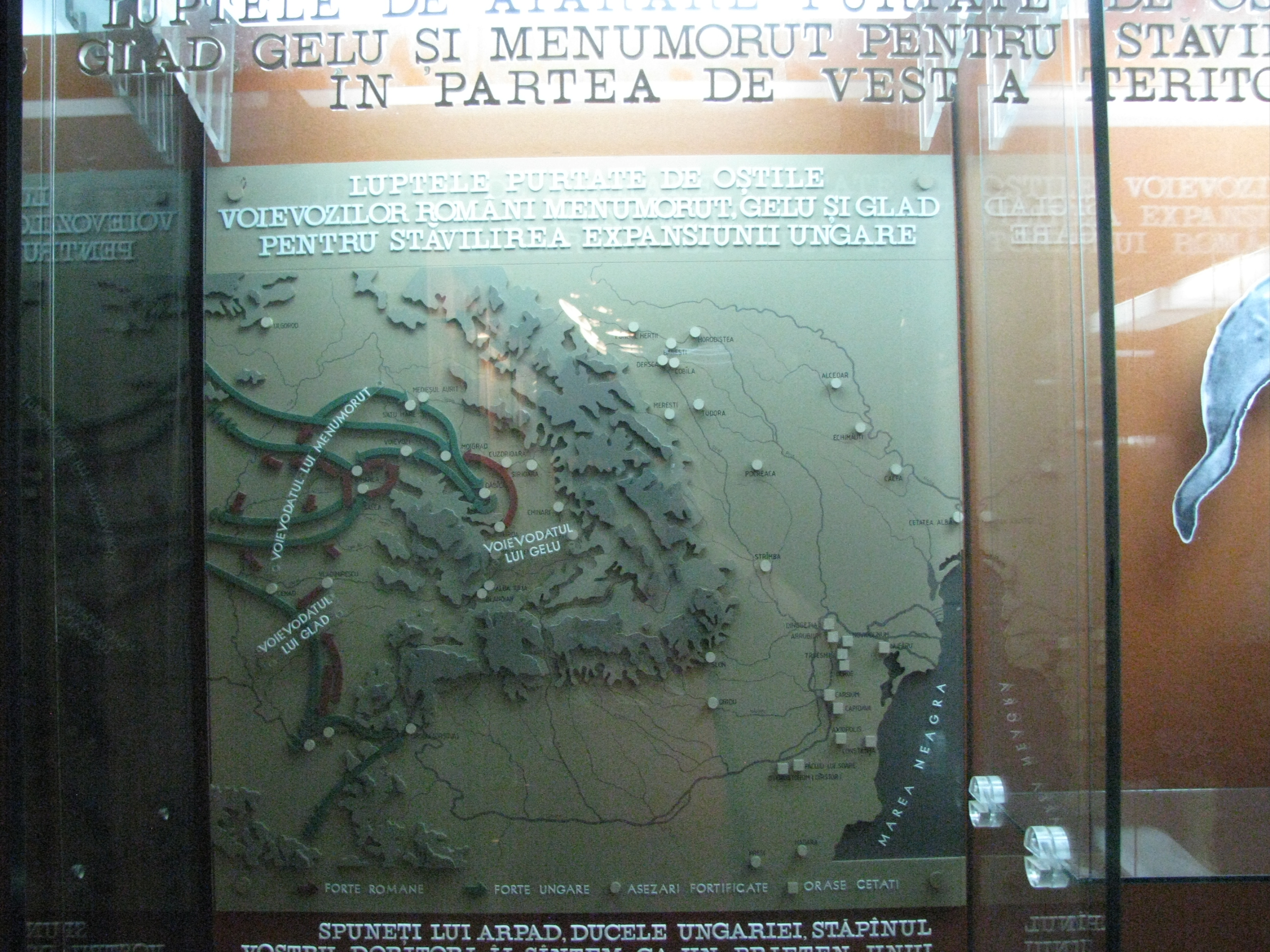
Harta cu luptele purtate de oștile lui Glad, Gelu și Menumorut pentru stăvilirea expansiunii ungare
(Muzeul Național al Unirii Alba Iulia)

Menumorut (în original Menumorout, în maghiară Ménmarót având, probabil, o pronunție asemănătoare cu a toponimicului Marótlaka azi Morlaca) a fost menționat în cronica notarului Anonymus, pe timpul venirii ungurilor (896).

## Numele
Forma actuală „Menumorut” este cea pe care Anonymus o folosește în cronica sa, dar „Menumorout” a fost nepotul lui „Morout” duce în Bihor, traducerea corectă ar putea sa fie Menu Morout, adică Menu al lui Morout.

## Arpad și Menumorout
Arpad a primit sfat de la nobilii săi, după care a trimis doi soli Usubuu, tatăl lui Zoloucu și Veluc către fortăreața Biharia. Mesajul lui Arpad către Menumorout era să-i cedeze pământul de la fluviul Someș până la hotarul Nyr și până la Poarta Mezesyna.

## Cum au pornit ungurii împotriva lui Menumorout
Trimișii lui Arpad, Usubuu și Veluc, au traversat Tisa și sosind în fortăreața lui Menumorout, i-au prezentat darurile pe care le trimisese ducele Arpad, dar și cererile amintite. Menumorout i-a umplut cu daruri și în cea de a treia zi i-a lăsat să plece spunându-le următoarele:
„Spuneți-i lui Arpad, ducele Ungariei, stăpânul vostru, datori îi suntem ca un prieten unui prieten, în toate care îi sunt necesare, fiindcă este om străin, și de multe duce lipsă. Teritoriul însă pe care l-a cerut bunăvoinței noastre nu i-l vom ceda niciodată, cât vom trăi. Ne-a părut rău că ducele Salanus i-a cedat un foarte mare teritoriu, fie din dragoste, după cum se spune, fie de frică, ceea ce se neagă. Noi însă nici din dragoste, nici de frică, nu-i cedăm din pământ, chiar și cât cuprinde un pumn, deși a zis că este dreptul lui. Și vorbele lui nu ne tulbură inima, deși ne-a arătat că descinde din neamul regelui Attila, care se numea biciul lui Dumnezeu, și chiar dacă pe calea violenței a răpit acest teritoriu de la strămoșul meu, dar acum însă grație stăpânului meu, împăratul din Constantinopol, nimeni nu poate să mi-l smulgă din mâinile mele.”— Menumorut
Și zicându-le acestea, le-a dat permisiunea să plece. Solii s-au grăbit spre Arpad, și au raportat întâmplările petrecute în Cetatea Biharia. Nobilii lui Arpad, auzind spusele lui Menumorout au fost cuprins de mânie și au poruncit să trimită o armată împotriva ducelui bihorean. În fruntea armatei se aflau “Tosu, tatăl lui Lelu, și Zobolsu, fiul lui Eleud din care descinde neamul lui Saac, și, de asemenea Tuhutun, tatăl lui Horca”.Ungurii au trecut înot vadul Ladeo unde nu au întâlnit niciun inamic, a doua zi au început să călătorească pe lângă Tisa, spre fluviul Someș unde și-au așezat taberele în jurul locului “Zobolsu”, conform lui Anonymus locuitorii și-au dat copiii ca ostatici ca nu cumva sa pățească ceva rău ori s-au predat de bunăvoie pentru că au auzit că tatăl lui Arpad este din neamul regelui Attila. Puținii oameni care au ajuns la Menumorout i-au povestit cele întâmplate și ducele Menumorout a fost cuprins de spaimă și nu a îndrăznit să ridice mâna împotriva invadatorilor.

### Despre țara lui Menumorout
„Iar țara care este între Tisa și pădurea Igfron care se află în Erdeuelu, de la fluviul Mureș până la fluviul Zomus, o ocupase pentru sine ducele Morout, al cărui nepot este numit de unguri Menu Morout, fiindcă avea mai multe iubite, și țara aceea o locuiseră neamurile care se numesc cozar...”—Capitolul XI. Despre cetățile Lodomer și Galicia

## După cucerirea Bihariei
Secuii, s-au alăturat armatei lui Usubuu și Veluc, conform lui Anonymus. Ajunși în fața Bihariei ungurii au auzit ca ducele Menumorut a fugit cu soția și fiica sa în pădurea Igfron. Ungurii după ce au asediat timp de 12 zile Biharia au umplut șanțurile cetății. Văzând vitejia ungurilor, soldații s-au predat și au deschis porțile lui Usubuu și Veluc. Menumorut auzind acestea a trimis daruri cuceritorilor, în schimbul păcii. Menumorut a dat-o pe fiica sa lui Zultan, fiul lui Arpad. Auzind acestea Arpad s-a bucurat ca fiul său va avea o soție, iar Menumorut a recăpătat Cetatea Biharia. Menumorut a murit fără un copil de sex masculin, iar ducatul său a fost integrat Ungariei pe cale matrimonială.

## Decesul lui Menumorout
Ducele Menumorut a decedat cel mai probabil din cauze naturale, putem deduce aceste lucruri după spusele lui Anonymus: „Menumorut a decedat în al doilea an fără fiu și a lăsat în pace regatul său în întregime ginerelui său Zulta. După aceasta, în anul 907 de la încărnarea Domnului, ducele Arpad s-a dus din această viața lumească.”
Din Capitolul LII Despre Usubuu și Veluc

## Cetăți și bătălii
- Biharia - cetatea de scaun
- Satu Mare - castrum Zotmar
- Cuzdrioara - cetate de la granița ducatului

Belland- cetate neidentificată
Lupte:
- Asediul Biharia
- Asediul Zotmarului